# Epiplema dadanti
Epiplema dadanti är en fjärilsart som beskrevs av Pierre E.L. Viette 1975. Epiplema dadanti ingår i släktet Epiplema och familjen Uraniidae. Inga underarter finns listade i Catalogue of Life.